# Савушкин, Александр Александрович
Александр Александрович Савушкин (1 апреля 1937, Москва, СССР) — советский футболист, нападающий. Мастер спорта.

## Биография
В 1955 году был в составе образованной в предыдущем году ФШМ, провёл один матч в розыгрыше Кубка СССР.
С 1957 года — в составе «Торпедо» Москва. В первые пять лет в чемпионате провёл 17 матчей — от двух до пяти в сезоне. В 1962 году сыграл 13 матчей, всего забил три гола.
В 1965—1967 годах играл за «Авангард» Керчь в классе «Б»; за первые два сезона в 60 матчах забил четыре гола.
Обладатель Кубка СССР 1959/60 — в финальном матче заменил Олега Сергеева за четыре минуты до начала дополнительного времени.